# Girusul cingular

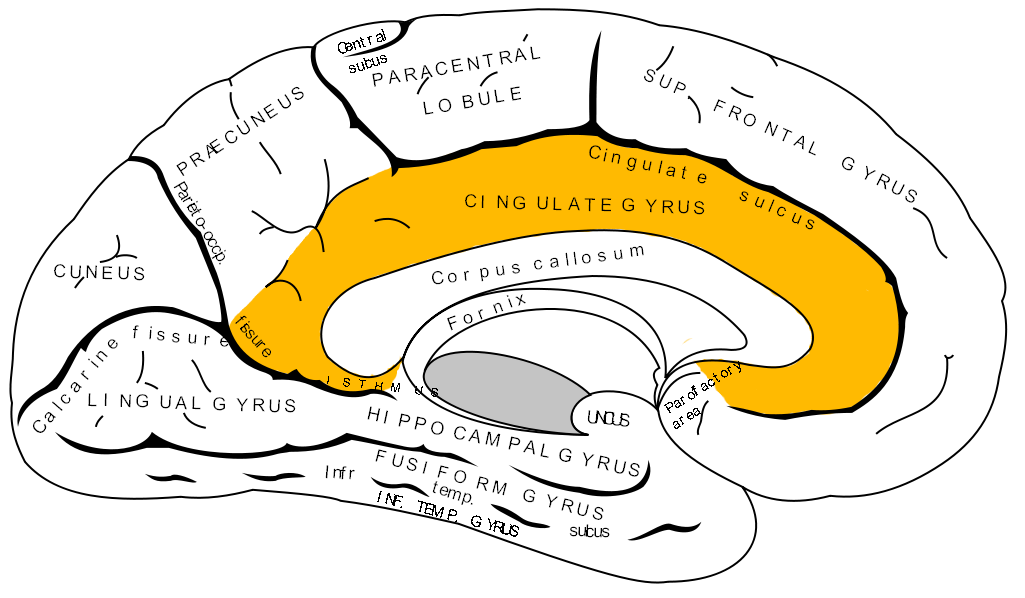
Faţa medială a emisferei cerebrale.

Girusul cingular (Gyrus cinguli) sau circumvoluția corpului calos, circumvoluția cingului, lobul corpului calos a lui Broca, circumvoluție crestată este o circumvoluția lungă și curbată pe suprafața medială a emisferei cerebrale, arcuită peste corpul calos de care este separată de un șant profund - șanțul corpului calos. Girusul cingular începe sub rostrul corpului calos, apoi urmează curbura corpului calos, se continuă în jurul spleniului corpului calos spre girusul parahipocampal, de care este separat printr-o porțiune îngustă numită istmul girusului cingular. Girusul cingular se află între șanțul cingular (aflat superior)  și șanțul corpului calos (aflat inferior). Împreună cu girusul parahipocampal formează girusul fornicat.

## Anatomie
Girusul cingular (circumvoluția corpului calos, lobul corpului calos a lui Broca) se află mai sus de corpul calos și urmează exact conturul său. El ia naștere la nivelul  ciocului (Rostrum) corpului calos și formează aici, prin unirea cu extremitatea anterioară a girusului frontal superior, un lobul mic alungit în direcție verticală care este denumit, din cauza relației sale cu aparatul olfactiv, sub numele de carrefour olfactiv (Area parolfactoria).
De la ciocul corpului calos, girusul cingular se îndrepta din spate spre față. Apoi, el înconjoară de jos în sus genunchiul corpului calos, și se curbează înapoi pentru a deveni orizontal, și se extinde până la spleniul corpului colos. Aici, el se continuă cu girusul parahipocampal. 
Continuitatea, în spatele spleniului, a girusului cingular cu girusul parahipocampal este stabilită de către o porțiune relativ îngustă, în formă de istm - istmul girusului cingular.  Broca, a considerat istmul ca o simplă plică de trecere între lobul temporal (din care face parte girusul parahipocampal) și girusul cingular (care este o parte a marelui girus limbic) și i-a dat numele de plică temporo-limbică.
Girusul cingular este mai mult sau mai puțin flexuos după persoană. El prezintă pe marginea superioară o serie de crestături, care rezultă din sinuozitățile sau festoanele șanțului cingular. Datorită dispoziției sale semi-inelare, și din cauza crestăturilor sale 
festonate care caracterizează marginea sa convexă superioară, Rolando l-a comparat cu o creastă de cocoș, de aici numele de circonvoluție crestată, pe care i-o dau încă unii anatomiști.
Girusul cingular este clar delimitat de-a lungul marginii sale concave inferioare de șanțul corpului calos. El este de asemenea delimitat în mod clar de-a lungul marginii sale convexe superioare, prin șanțul cingular, care îl separă de girusul frontal medial și  lobulul paracentral. Cu toate acestea, șanțul cingular poate fi întrerupt de plici de trecere, care merg de la o circumvoluție la alta și care prin urmare, poartă numele de plici fronto-limbice. Aceste plici fronto-limbice sunt foarte variabile prin numărul și situația lor. Una din ele este destul de constantă și este situată alături de genunchiul corpului calos: aceasta este plica fronto-limbică anterioară (plica de trecere frontolimbică anterioară).

Cortexul cingular uman poate fi divizat într-o porțiune anterioară - cortexul cingular anterior și o porțiune posterioară - cortexul cingular posterior (Brodmann 1909;. Vogt et al 1995). Ulterior, Vogt et al. (2004) au propus un model de patru regiuni, cu subregiuni bazate pe conectivitate: cortexul cingular anterior, cortexul cingular mijlociu, cortexul cingular posterior și cortexul retrosplenial. Bazat pe studii de conectivitate la maimuțele macac și pe datele imagistice funcționale, la om, Picard și Strick (2001) au subîmpărțit regiunea șanțul cingular uman în două zone, zona cingulară caudală și zona cingulară rostrală cu o porțiune anterioară și posterioară.